# Dossãos
Dossãos é uma povoação portuguesa sede da Freguesia de Dossãos do Município de Vila Verde, freguesia com 3,94 km² de área e 424 habitantes (censo de 2021), tendo, por isso, uma densidade populacional de 107,6 hab./km².

## Demografia
A população registada nos censos foi:
| Distribuição da População por Grupos Etários | Distribuição da População por Grupos Etários | Distribuição da População por Grupos Etários | Distribuição da População por Grupos Etários | Distribuição da População por Grupos Etários |
| -------------------------------------------- | -------------------------------------------- | -------------------------------------------- | -------------------------------------------- | -------------------------------------------- |
| Ano                                          | 0-14 Anos                                    | 15-24 Anos                                   | 25-64 Anos                                   | > 65 Anos                                    |
| 2001                                         | 107                                          | 105                                          | 239                                          | 60                                           |
| 2011                                         | 90                                           | 65                                           | 256                                          | 89                                           |
| 2021                                         | 54                                           | 52                                           | 198                                          | 120                                          |

## História
Com 26 mamoas no seu território, Dossãos é a freguesia com maior número de mamoas do município de Vila Verde (25 pertencem à Necrópole Megalítica do Bustelo).
Pertenceu ao extinto concelho de Vila Chã. Após a extinção deste em 24 de Outubro de 1855, passou para o concelho (atual município) de Vila Verde.

## Lugares
Além da sede, a Freguesia de Dossãos engloba os seguintes lugares:
- Barreiro
- Bouças
- Cachadinha
- Codeçal
- Couto
- Fojo
- Igreja
- Esprigo
- Outeirala
- Paços
- Póvoa
- Rabaçal
- Santa Iria